# Erich Franz Leischner
Erich Franz Leischner (* 2. Jänner 1887 in Wien; †  14. April 1970 ebenda) war ein österreichischer Architekt und Senatsrat im Wiener Stadtbauamt.

## Leben

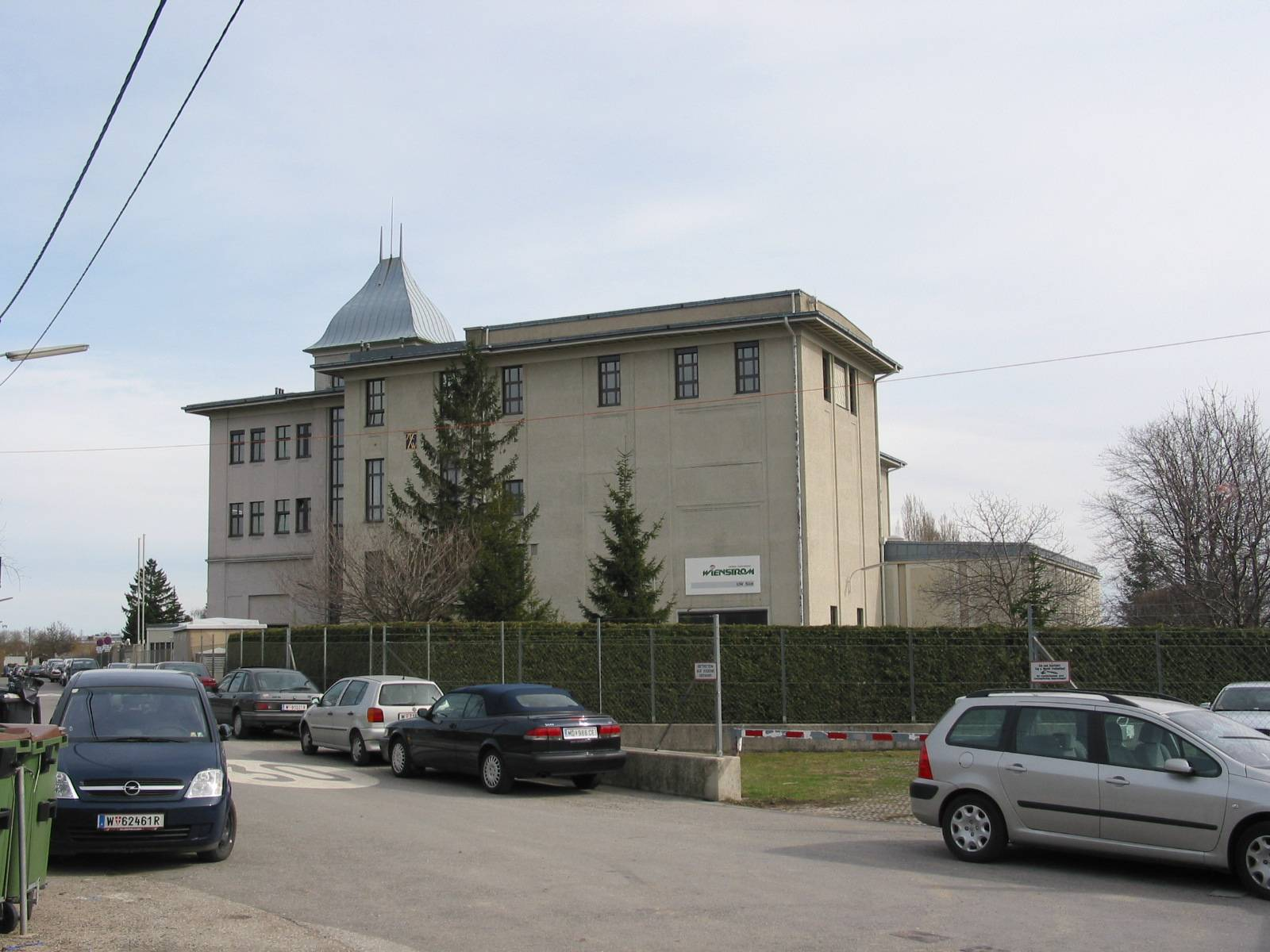
Das Umspannwerk Pottendorfer Straße – eines der ersten Bauwerke Leischners

Leischner wurde im Gebäude der Wiener Hauptfeuerwehrwache Am Hof geboren. Er studierte von 1906 bis 1912 an der Technischen Hochschule Wien. Seine Lehrer dort waren Karl Mayreder, Karl König, Max von Ferstel sowie Leopold Simony. Er trat aber schon ein Jahr vor Beendigung des Studiums als Werkstudent in den Dienst der Gemeinde Wien, wo er hauptsächlich Zeichnungen für die Wasserwerke anfertigte. Zu dieser Zeit entstanden auch seine ersten Bauwerke, wie diverse Wasserbehälter und das Umspannwerk Pottendorfer Straße. Während des Ersten Weltkriegs war er Bauleiter bei einem Pionierbataillon, doch sonst war er durchgehend – ungeachtet aller politischen Veränderungen während dieser Zeit – bis 1949 beamteter Architekt des Rathauses. 1917 heiratete er Emilie Fuchs, mit der er eine Tochter hat.

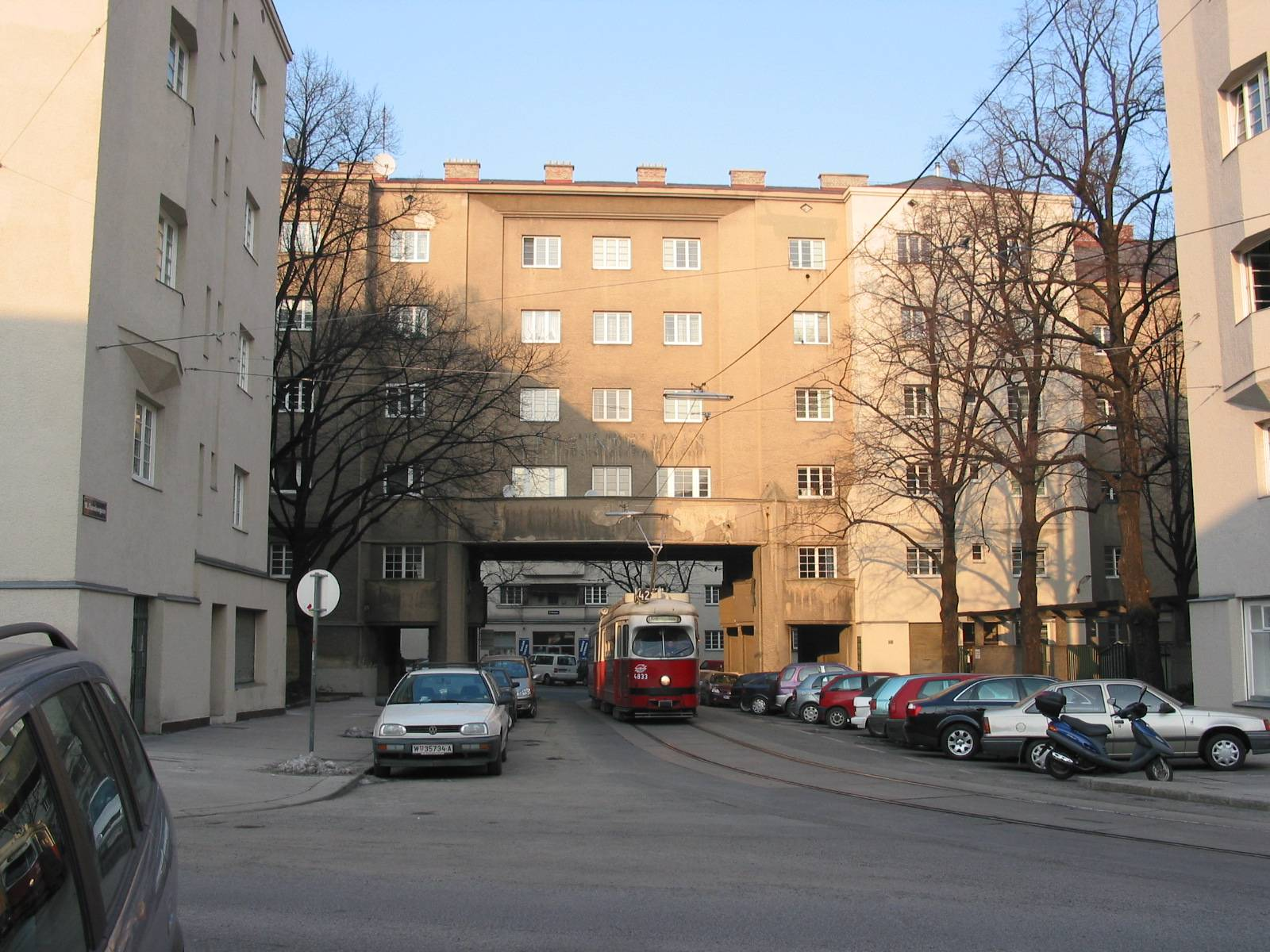
Der Pfannenstielhof sowie ein Straßenbahnzug der Linie 42

Nach dem Krieg trat Leischner in die Architekturabteilung des Stadtbauamtes ein und bestand 1919 die dafür notwendige Staatsbaudienstprüfung. In der Folge entwarf er mehrere Gemeindebauten, darunter den Robert-Blum-Hof und den Pfannenstielhof. Durch den Ruf, den er sich mit dieser Tätigkeit erwarb, wurde er mehrmals zur Nachbesetzung verschiedener Lehrkanzeln der Technischen Hochschule vorgeschlagen, konnte sich jedoch nie durchsetzen. Neben diesen Bauten entstanden auch Infrastrukturbauten wie Autobusgaragen, Feuerwachen und Bäder, von denen das bedeutendste das Kongressbad in Ottakring und Hernals war. Er war außerdem ein sehr begabter Zeichner, so gibt es von ihm auch Zeichnungen der Projekte zahlreicher anderer Architekten. Neben der Tätigkeit für die Stadt Wien arbeitete Leischner auch als Privatarchitekt und wurde mit mehreren Wohnhäusern beauftragt. 1930 ließ er sich von seiner Frau scheiden. Er lebte dann mit der Journalistin Stephanie Holzer zusammen, die er aber erst 1945 heiraten konnte.

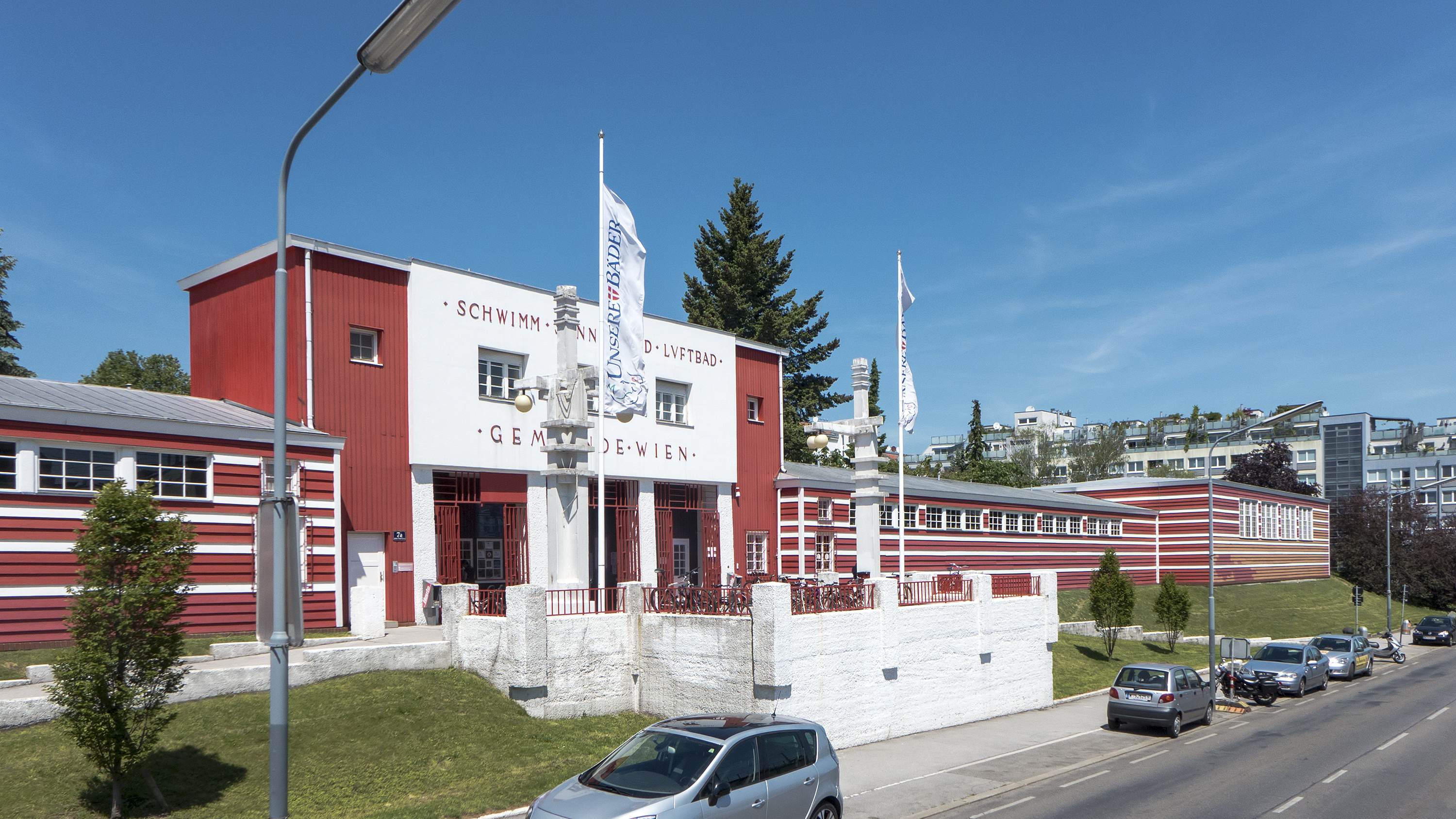
Das Kongressbad war ursprünglich mit einem 100 Meter-Becken ausgestattet.

Der Februaraufstand 1934 hatte auf das Stadtbauamt praktisch keinen Einfluss. Zu dieser Zeit war Leischner für Planung und Ausgestaltung der Höhenstraße verantwortlich. Nach dem Anschluss wurde er in die Stadtregulierungsabteilung versetzt, wo er aber hauptsächlich Zeichnungen und Schaubilder anfertigte. Allerdings erhielt auch er den Auftrag zur Ausgestaltung des Bunkers am Gallitzinberg für Baldur von Schirach.
Nach dem Zweiten Weltkrieg wurde er Leiter der Magistratsabteilung für Architektur. Seit dieser Zeit liegen von ihm auch schriftliche Werke zu architektonischen Themen vor. Ihm wurde der Titel Senatsrat verliehen, doch musste er 1949 aus gesundheitlichen Gründen – nach anfänglichem Widerstand seinerseits – in den Ruhestand treten. Trotzdem erhielt er auch danach noch viele Aufträge von der Stadt Wien. So war er für den Wiederaufbau seines Geburtshauses, der Feuerwehrzentrale, verantwortlich. Dieses Haus war eigentlich ein Neubau, doch sieht es seinem Vorgänger sehr ähnlich. Auf seine Entwürfe gehen die Aspernbrücke, die Rotundenbrücke und die Salztorbrücke zurück. Auch für etliche andere Donaukanalbrücken gab es Entwürfe von ihm, die aber nicht verwirklicht wurden. Als sein letztes großes Werk entstand das 1959 eröffnete Laaerbergbad.
Er wurde am Wiener Zentralfriedhof bestattet.

## Auszeichnungen
- Goldener Lorbeer des Künstlerhauses, 1957

## Werke

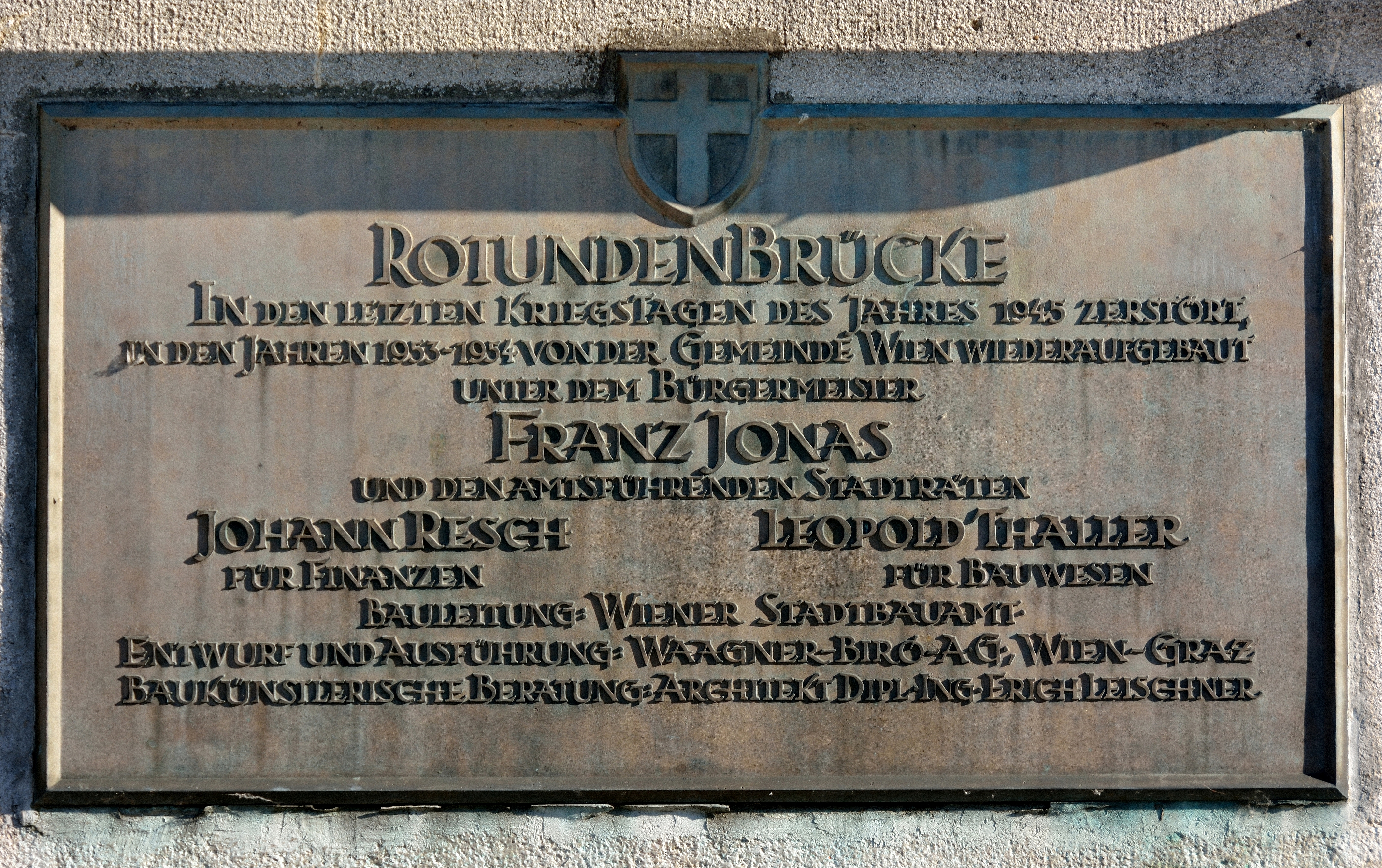
Tafel an der Rotundenbrücke

Aufgrund des sehr umfangreiches Werkes Leischners stellt die Liste nur eine kleine Auswahl dar. Alle angeführten Bauten wurden in Wien gebaut.
- Wasserbehälter Steinhof II, 1912
- Wasserbehälter Gallitzinstraße
- Umspannwerk Pottendorfer Straße, 1913
- Südwestfriedhof, 1920
- Robert-Blum-Hof, 1923
- Franz-Kurz-Hof, 1924
- Pfannenstielhof, 1925
- Kongressbad, 1928
- Kindergarten im Sandleitenhof, 1929
- Höhenstraße, 1935
- Aspernbrücke, 1951
- Rotundenbrücke, 1955
- Laaerbergbad, 1959
- Salztorbrücke, 1961